# Hans-Jörg Schellenberger
Hans-Jörg Schellenberger est un hautboïste allemand né à Munich le 13 février 1948.

## Biographie
Hans-Jörg Schellenberger a grandi à Saal an der Donau près de Ratisbonne où il passa son abitur en 1967. Déjà à l'âge de six ans, il joue de la flûte à bec; à treize ans il prit des cours de hautbois.
En 1965, il gagna le concours de la Jugend musiziert (Jeunesse musicienne). À partir de 1967, il a étudié le hautbois et la direction à la Musikhochschule de Munich ainsi que les mathématiques et l'informatique à l'université technique de Munich.
Schellenberger est le fondateur du courant Musik unserer Zeit (musique de notre temps) qui a permis une familiarisation avec la musique contemporaine.                 
Juste après l'obtention de son examen en 1970, Schellenberger devint en 1971, hautbois solo remplaçant à l'orchestre symphonique de la radio de Cologne et à partir de 1975, il occupe ce poste comme titulaire. En 1977, il joue régulièrement avec l'Orchestre philharmonique de Berlin sous la direction de Herbert von Karajan. Il est nommé hautbois solo dans cet orchestre prestigieux en septembre 1980. Durant de longues années, il a également joué un rôle important à la direction du philharmonique.
Schellenberger a enseigné à l'École supérieure des Arts de 1981 à 1991. En outre, il est devenu de plus en plus actif en tant que chambriste et soliste. Il fut membre du Bläser der Berliner Philharmoniker, de l'Ensemble Wien-Berlin et fut également le fondateur et le chef de l'ensemble Haydn de Berlin. Il se produit en duo avec le pianiste Rudolf Koenen, le flûtiste Wolfgang Schulz et la harpiste Margit-Anna Süß. Soliste apprécié, il a joué avec de nombreux orchestres sous la direction de chefs de renom dont Claudio Abbado, Carlo Maria Giulini, Riccardo Muti, ... 
En 1989, il donne des Master-class à lAccademia Chigiana de Sienne après avoir dispensé en 1986 des Master-Class à l'école de musique Fiesole. Depuis 2001, il est professeur à lÉcole Royale de Musique en Espagne ("La Escuela Superior de Música Reina Sofía").
Schellenberger a enregistré avec Denon, DGG, Orfeo, Sony Classical u.a. Au milieu des années 90, il a fondé son propre label Campanella-Musica. Un des premiers CD de sa maison de disques (Les Sonates de Bach) a remporté le prix du disque allemand. 
Depuis son départ du philharmonique de Berlin en 2001, Schellenberger se consacre à la direction et se voit déjà récompensé par un succès sur le plan international. Il a dirigé entre autres l'Orchestre Santa Cecilia au théâtre de la Scala de Milan, l'Orchestre de Rome, l'Orchestre Symphonique de Jérusalem et beaucoup d'autres encore. 

Schellenberger vit avec sa femme et ses cinq enfants en Bavière.

## Récompenses
- 1971 : Premier prix du concours Musikhochschulen d'Allemagne.
- 1972 : Deuxième Prix du concours international de la chaîne de télévision ARD de Munich.
- 1972 : Prix d'encouragement du Land de la Bavière.
- 1994 : Grammy-Award pour sa meilleure performance de musique de chambre lors de son premier enregistrement.